# 1390
1390 (MCCCXC) var ett normalår som började en lördag i den julianska kalendern.

## Händelser

### April
- 19 april – Vid Robert II:s död efterträds han som kung av Skottland av sin son Robert III.

### Okänt datum
- En stadsbrand drabbar Västerås.
- Nyköping härjas av en större eldsvåda.

## Födda
- 23 juni – Johannes av Kęty, polskt helgon.
- 27 december – Anne Mortimer, engelsk adelsdam.
- Nils Jönsson (Oxenstierna), svensk riksföreståndare från januari till 20 juni 1448 (född omkring detta år).
- Katarina av Pommern.

## Avlidna
- 2 mars – Magnus Nielsen, dansk ärkebiskop sedan 1379.
- 19 april – Robert II, kung av Skottland sedan 1371.